# Corbridge
Corbridge är en ort och civil parish i Northumberland i England. Tätorten hade 2 837 invånare 2010, på en yta av 0,89 km².